# Ґо Ці
Ґо Ці (кит. спр. 郭琦, піньїнь: Guō Qí; нар. 27 січня 1995, Цзянсу) — китайська шахістка, гросмейстер серед жінок (2011), міжнародний майстер серед чоловіків (2014). 2011 року була наймолодшою жінкою-гросмейстером у світі.
Її рейтинг станом на березень 2020 року — 2418 (47-ме місце у світі, 10-те — серед шахісток Китаю).

## Життєпис
2007 року в Туреччині на юнацькому чемпіонаті світу серед дівчат стала бронзовою призеркою у віковій групі до 12 років. 2012 року в Афінах стала переможницею чемпіонату світу серед юніорів у віковій групі до 20 років. 2013 року посіла друге місце на чемпіонаті Китаю серед жінок. У 2016 році перемогла на чемпіонаті Китаю серед жінок.
Брала участь у чемпіонатах світу серед жінок:
- 2012 року в Ханти-Мансійську в першому раунді програла Наталії Жуковій[7];
- 2015 року в Сочі в першому ріунді програла Наталії Погоніній[8].

Представляла Китай на двох шахових олімпіадах (2014-2016), де в командному заліку завоювала золоту (2016) і срібну (2014) медалі, а в особистому заліку — золоту (2016) і срібну (2014) медалі, а також на командному чемпіонаті світу 2013 року, де і в командному і в особистому заліку завоювала срібну медаль. Тричі брала участь у командних чемпіонатах Азії (2012-2016). У командному заліку виграла дві золоті (2014, 2016) медалі. В індивідуальному заліку здобула дві золоті (2014, 2016) і бронзову (2012) медалі.